# Aerofiniszer

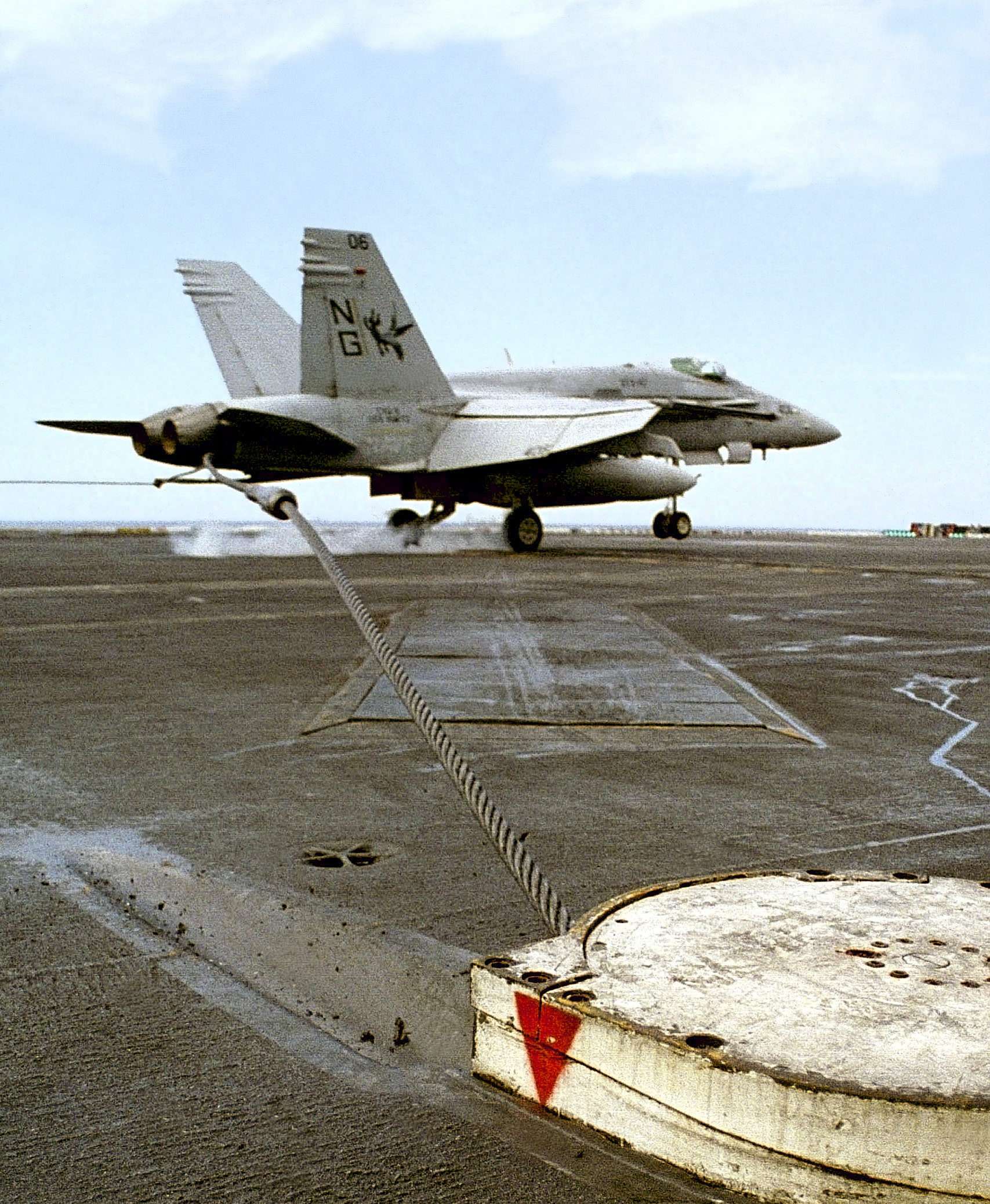
Lądowanie F/A-18 Hornet z pomocą liny hamującej

Aerofiniszer (z ang. aerofinisher) – rodzaj łapacza samolotu, urządzenia stosowanego do skracania dobiegu samolotu i jego wyhamowania wykorzystywany głównie na pokładach lotniskowców, ale także na lotniskach lądowych. Zespół aerofiniszera składa się z kilku grubych lin stalowych, zazwyczaj czterech, zamocowanych w poprzek pokładu startowego do specjalnych tłumików hydraulicznych. Liny te instaluje się na wysokości od kilkunastu, a czasem nawet powyżej 20 cm nad powierzchnią lądowiska. Zadaniem pilota lądującego samolotu jest złapanie przy pomocy specjalnego wysuwanego z części ogonowej haka za jedną z lin, co powoduje gwałtowne wyhamowanie maszyny na odcinku od kilkunastu do kilkudziesięciu metrów. Liny aerofiniszera na lotniskowcu są numerowane od 1 do 4 licząc od rufy, a idealne lądowanie polega na złapaniu liny numer 3. Siła tłumienia lin hamujących jest regulowana w zależności od typu lądującego samolotu i jego masy, dlatego też przed lądowaniem, pilot raportuje obsłudze pokładu startowego stan paliwa i uzbrojenia. Zbyt luźna lina nie zatrzyma samolotu przed końcem pokładu, natomiast zbyt mocno napięta może poważnie uszkodzić maszynę. Przeciążenie podczas lądowania z wykorzystaniem aerofiniszera dochodzi do 4 g.
Podczas lądowania na lotniskowcu istnieje ryzyko, że samolot nie złapie żadnej z lin hamujących, dlatego ze względów bezpieczeństwa podejście maszyny do lądowania odbywa się przy ciągu silników wynoszącym około 85% wartości maksymalnej, aż do momentu dotknięcia pokładu kołami podwozia głównego, gdy pilot zwiększa moc do 100%. Gdy samolot zostanie zatrzymany pilot zmniejsza moc do minimum, a następnie podnosi hak uwalniając linę aerofiniszera. Taki sposób lądowania zapewnia odpowiednią prędkość i umożliwia ponowne poderwanie maszyny w przypadku, gdy hak nie zaczepi o żadną z lin.
Liny hamujące stosuje się także na niektórych lotniskach wojskowych, w celu zwiększenia bezpieczeństwa lądowania ciężkich lub szybkich samolotów na krótkich pasach startowych. Używa się ich także jako elementu szkolenia pilotów, którzy mają pełnić służbę na lotniskowcach. Liny hamujące pełnią również rolę systemu zabezpieczającego w przypadku awarii systemu hamulcowego samolotu, systemów sterowania lub innych problemów, które mogą doprowadzić do wyjechania maszyny poza pas startowy. W celu zatrzymania samolotów, w których awarii uległ system hamulcowy, można zastosować liny hamujące przytwierdzone nie do tłumików hydraulicznych, ale do worków z piaskiem, które ciągnięte za maszyną redukują jej prędkość.
Pierwszy raz użyto pierwowzoru aerofiniszera 18 stycznia 1911 na pokładzie krążownika pancernego USS „Pennsylvania”, gdy jego wynalazca Eugene Ely dokonał udanego lądowania na pokładzie jednostki pływającej, wykorzystując ułożone poprzecznie na pokładzie liny zakończone workami z piaskiem. Pierwsze systemy aerofiniszera z linami hamującymi przytwierdzonymi do siłowników hydraulicznych przetestowano na pokładzie lotniskowca HMS „Courageous” w czerwcu 1931 roku. Mimo upływu czasu i udoskonaleń technicznych, koncepcja aerofiniszerów pozostała niezmieniona do czasów współczesnych.